# طعام الخطوط الجوية

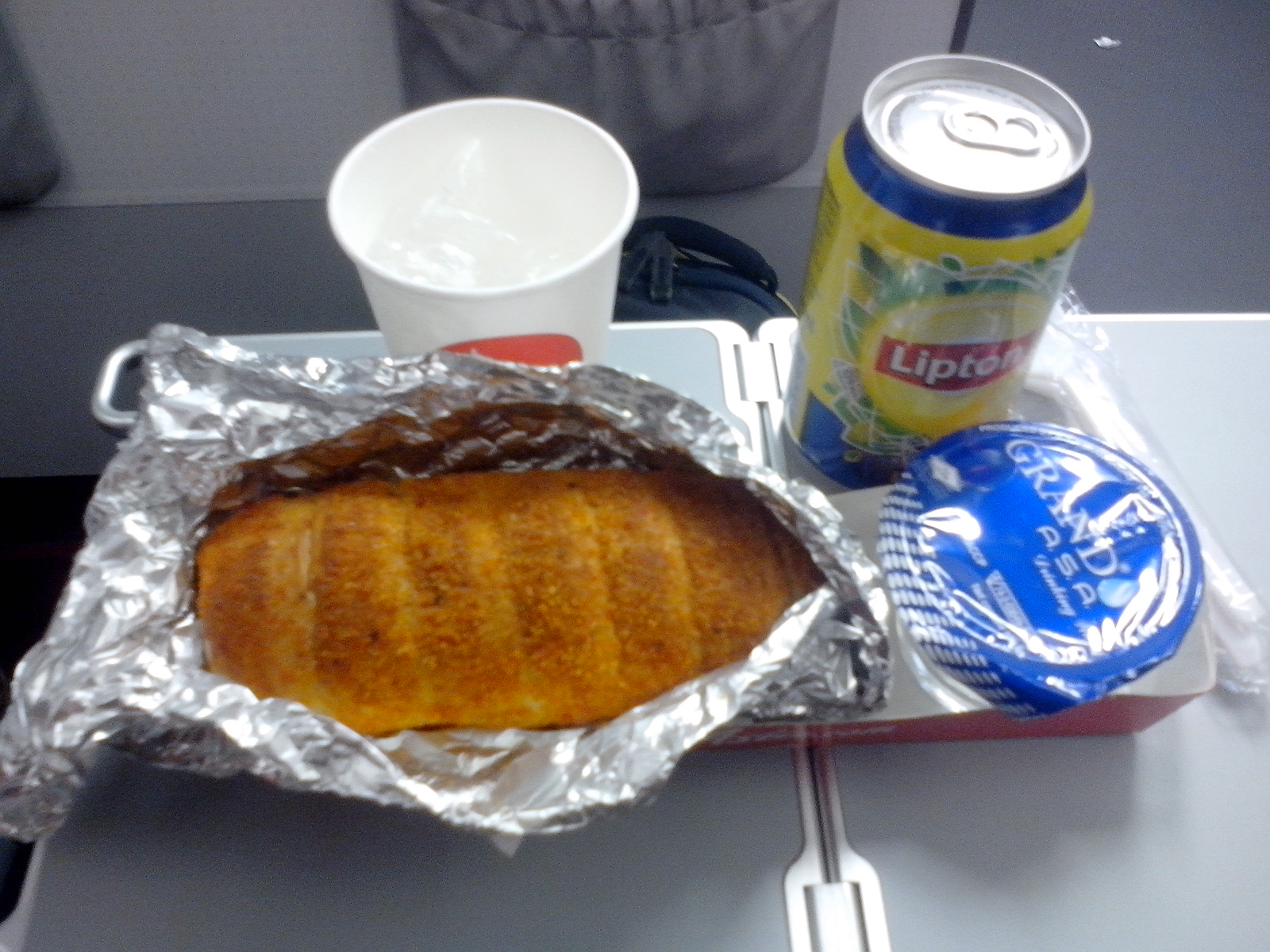
وجبة من نقانق الدجاج (كومبو) مقدمة على متن رحلات طيران آسيا

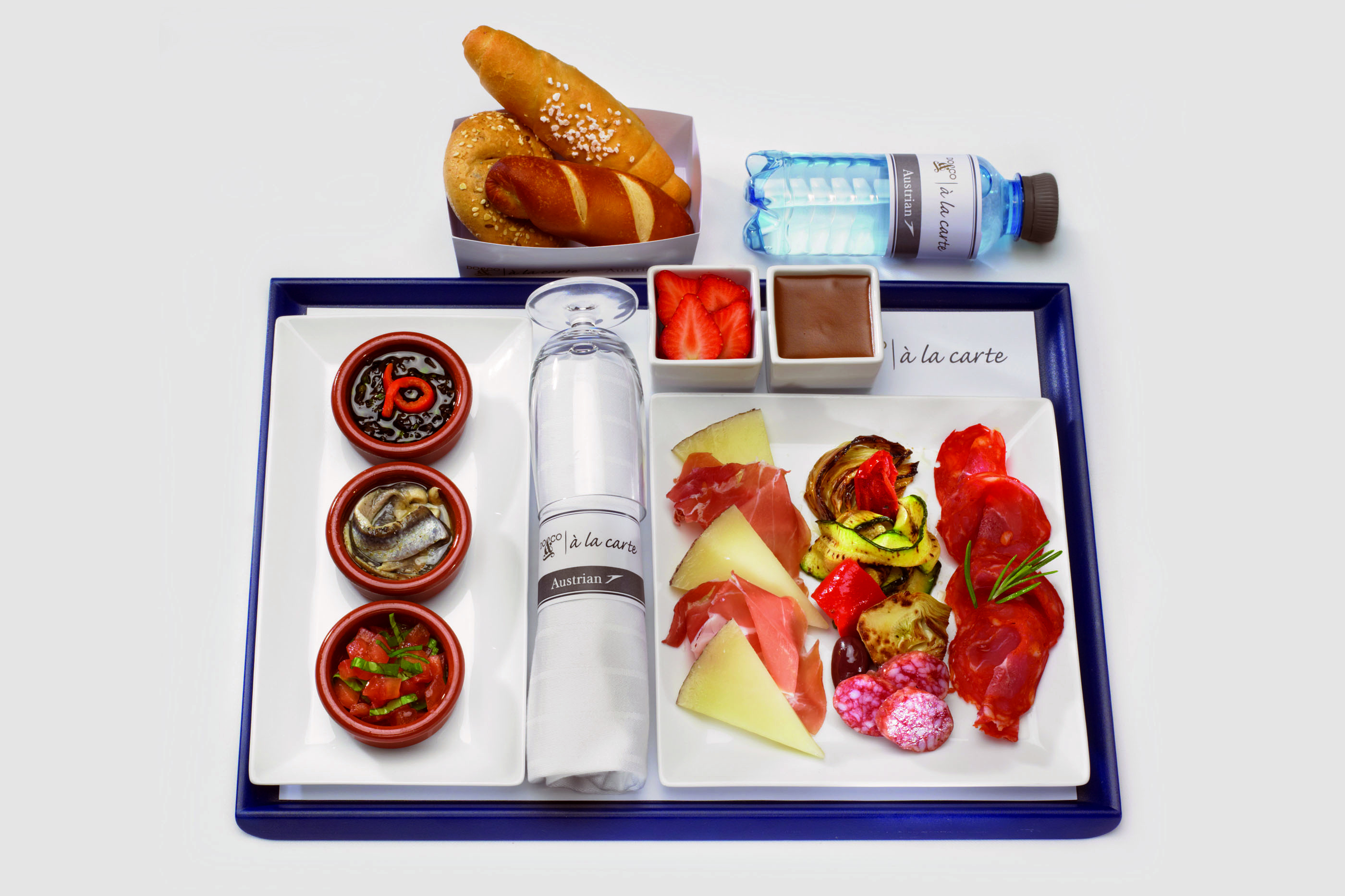
وجبة من اعداد شركة (DO & CO) لخدمات المطاعم على متن احدى رحلات الخطوط الجوية النمساوية

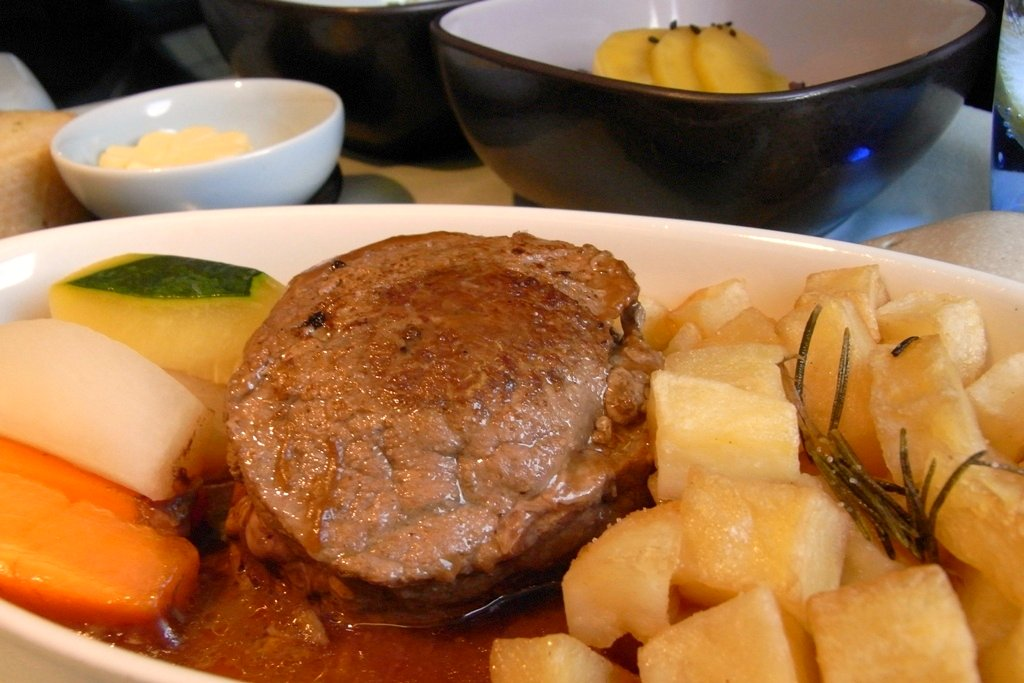
وجبة من لحم البقر المشوي والخضراوات في درجة رجال الأعمال

طعام الخطوط الجوية وجبة تقدم للمسافرين على متن الطائرة وتقوم شركات الطيران بتأمينها وتزويدها للمسافرين، وتختلف هذه الوجبات في نوعيتها وكميتها تبعاً لشركة الطيران والدرجة ومدة الرحلة، وتتراوح بين وجبة خفيفة أو الاكتفاء بالمشروبات إذا كانت المسافة قصيرة وبالتالي مدة الطيران لوقت محدود، وبين وجبة متكاملة أو عدة وجبات إذا كانت الرحلة طويلة وحسب الدرجة أيضاً.

## تاريخ
تعتبر شركة هاندلي للنقل الجوي أول شركة قدمت وجبة للمسافرين، خلال إحدى رحلاتها بين لندن وباريس سنة 1919، واقتصرت الوجبة على الشطائر والفواكه.

## معلومات عامة
غالباً ما تكون الوجبات المقدمة على متن رحلات الطيران هي انعكاس لثقافة البلد الذي تتبع له شركة الطيران تعبر عن إرثة وحضارتة، يتم تمييز درجة رجال الأعمال والدرجة الأولى في الوجبات، بعض شركات الطيران تقدم وجبات مخصصة للرضع والأطفال، بعض الشركات تقدم وجبات صحية تراعي خصوصية المرضى خصوصاً لمرضى السكري والضغط ، وهناك شركات تراعي الخصوصية الدينية للركاب بتقديم الوجبات النباتية الخالية من المشتقات الحيوانية، وعدد منها يراعي الخصوصية الدينية للمسلميين بتقديم وجبات مذبوحة بالحلال وخالية من لحم الخنزير وتجنب تقديم المشروبات الروحية، ويحرم على جميع الشركات المتجهة من وإلى كل من السعودية وإيران انتهاك تقديم لحم الخنزير والمشروبات الروحية.
أما شركة إل عال الإسرائيلية فجميع الوجبات المقدمة يتم اعدادها تحت اشراف الحاخامات.

### احترازات
بعد هجمات 11 سبتمبر تم الاستعاضة عن الأواني المعدنية والخزفية المستخدمة بأواني بلاستيكية، خشية استخدامها كأسلحة.